# Zwanowice (osada w powiecie brzeskim)
Zwanowice (Zwanowice Śluza) – osada w Polsce położona w województwie opolskim, w powiecie brzeskim, w gminie Skarbimierz.
W latach 1975–1998 miejscowość należała administracyjnie do województwa opolskiego.